# Pateobatis fai
Pateobatis fai é uma espécie de arraia da família Dasyatidae, com uma distribuição ampla, porém pouco definida, no Indo-Pacífico tropical, desde a África Austral até a Polinésia. É uma espécie bentônica que geralmente habita águas rasas com menos de 70 m de profundidade, em áreas arenosas associadas a recifes de coral. Os indivíduos apresentam alta fidelidade a locais específicos. Pateobatis fai possui um disco de nadadeira peitoral em forma de losango, mais largo que longo, com um focinho de ângulo amplo e uma cauda muito longa, semelhante a um chicote, sem dobras de nadadeira. Possui apenas algumas pequenas espinhas nas costas e apresenta uma coloração uniforme que varia de marrom a rosa acinzentado, tornando-se muito mais escura após o espinho caudal. Esta arraia de grande porte pode atingir 1,8 m de largura e mais de 5 m de comprimento.
De natureza gregária, Pateobatis fai é conhecida por formar grandes agregações ativas e em repouso, além de se associar a outras espécies de arraias de grande porte. Alimenta-se principalmente de camarões, mas também consome outros invertebrados bentônicos e peixes ósseos. A espécie é ovovivípara, com os filhotes em desenvolvimento sendo nutridos por histotrofo ("leite uterino") produzido pela mãe. Em grande parte de sua distribuição, quantidades significativas de Pateobatis fai são capturadas como fauna acompanhante por diversos equipamentos de pesca e comercializadas por sua carne, pele e cartilagem. Também é importante para o ecoturismo, sendo atraída por visitantes com iscas. Em 2009, a União Internacional para a Conservação da Natureza (IUCN) classificou esta espécie como pouco preocupante, devido à sua ampla distribuição, que inclui áreas relativamente protegidas, como o norte da Austrália. No entanto, sua população provavelmente está diminuindo devido à intensa pressão pesqueira, sendo reclassificada como vulnerável desde 2016.

## Taxonomia
Pateobatis fai foi descrita pelos ictiólogos americanos David Starr Jordan e Alvin Seale em 1906, no volume do Bulletin of the Bureau of Fisheries, com base em um espécime de 37 cm de largura coletado em Apia, Samoa. O epíteto específico fai significa "arraia" nas línguas nativas de Samoa, Tonga, Futuna e Taiti. Um nome comum em inglês para esta espécie é "Tahitian stingray". Em 2004, Mabel Manjaji agrupou P. fai com H. gerrardi, H. jenkinsii, H. leoparda [en], H. toshi, H. uarnak e H. undulata [en] no complexo específico uarnak.

## Descrição
O disco de nadadeira peitoral de Pateobatis fai é em forma de losango, espesso no centro, com cerca de 1,1–1,2 vezes mais largo que longo. As extremidades externas do disco são angulares. O focinho forma um ângulo muito obtuso, com a ponta pouco saliente. Os olhos são pequenos e bem espaçados, seguidos por espiráculos maiores. Há uma cortina de pele curta e larga, com a margem posterior finamente franjada, entre as narinas longas e finas. A boca é relativamente pequena, cercada por sulcos proeminentes; a mandíbula inferior apresenta uma pequena indentação no centro. Existem duas papilas centrais grandes e duas papilas laterais minúsculas no assoalho da boca. Os dentes são pequenos e dispostos em superfícies semelhantes a um pavimento. Cinco pares de fendas branquiais estão localizados sob o disco. As nadadeiras pélvicas são pequenas e estreitas.

A cauda é extremamente longa e fina, medindo pelo menos o dobro do comprimento do disco quando intacta. Não possui dobras de nadadeira e geralmente apresenta um único espinho serrilhado. Adultos têm pequenos dentículos dérmicos arredondados cobrindo a superfície dorsal central do disco, começando à frente dos olhos e estendendo-se por toda a cauda; também há espinhas pequenas e afiadas na linha média, mais densas na base da cauda. Filhotes têm a pele lisa ou com uma cobertura esparsa de dentículos achatados em forma de coração. A coloração é uniforme, variando de cinza a marrom-rosado na parte superior, tornando-se cinza escuro a preto após o espinho, e clara na parte inferior. A espécie atinge pelo menos 1,8 m de largura e mais de 5 m de comprimento. Seu peso máximo registrado é de 19 kg.

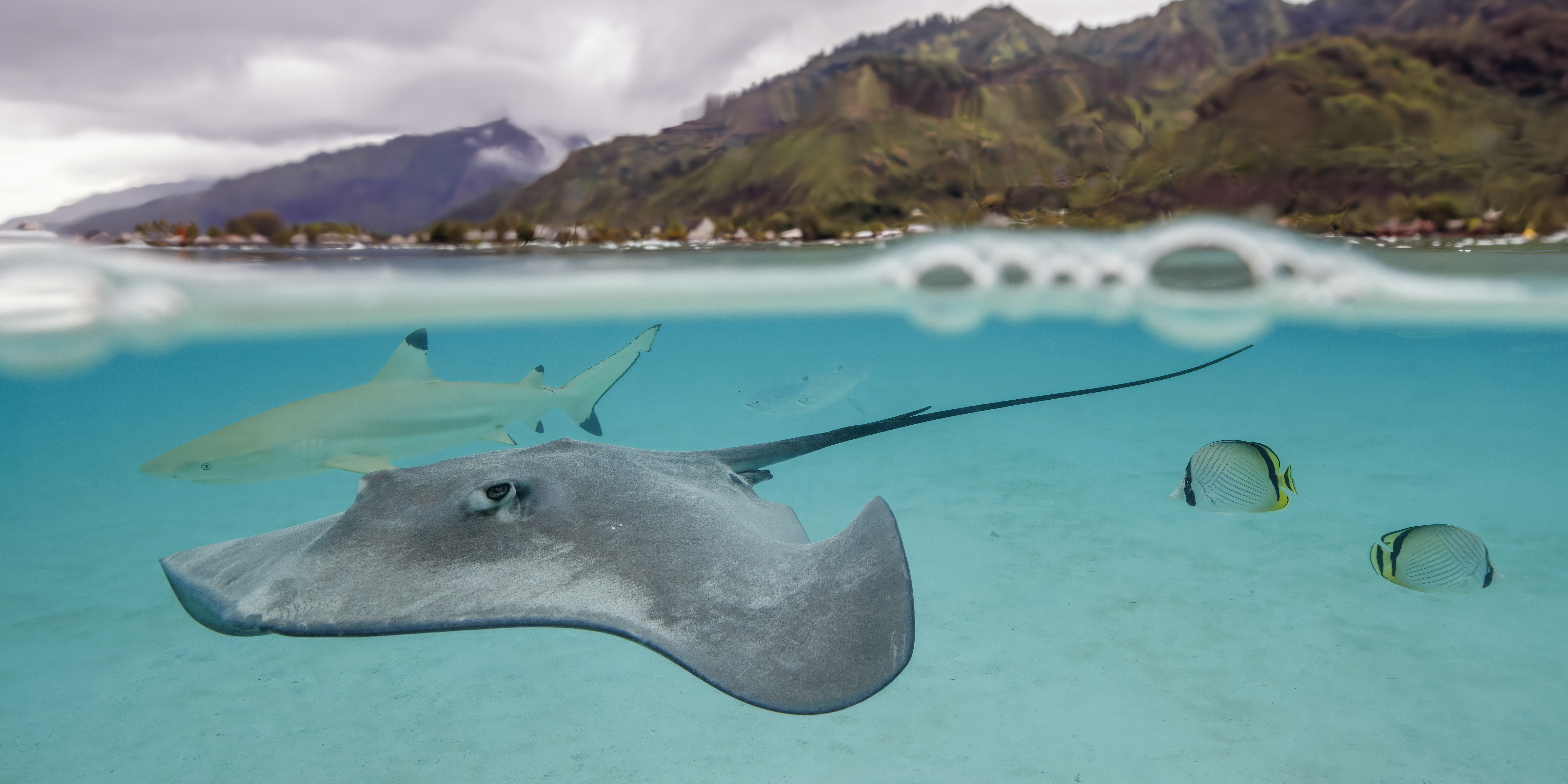
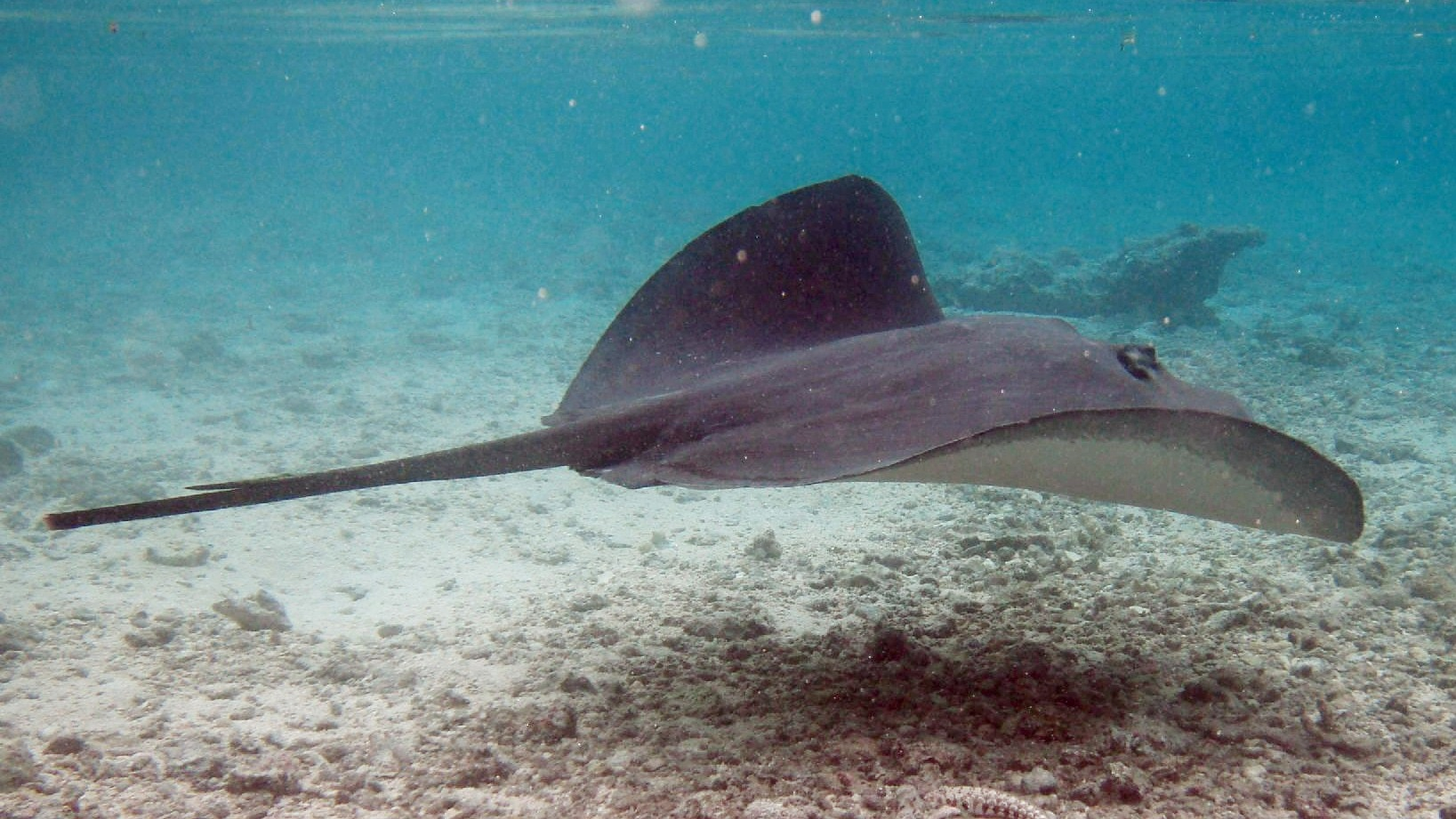
A coloração dorsal acinzentada uniforme escurece após o espinho.
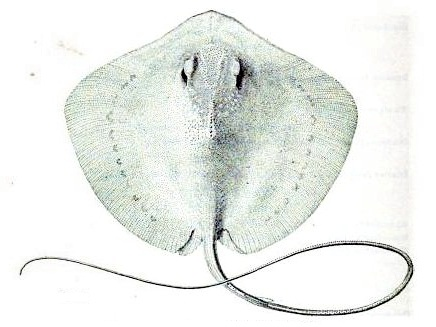
A ilustração que acompanhou a descrição de Jordan e Seale de 1906.

## Distribuição e habitat

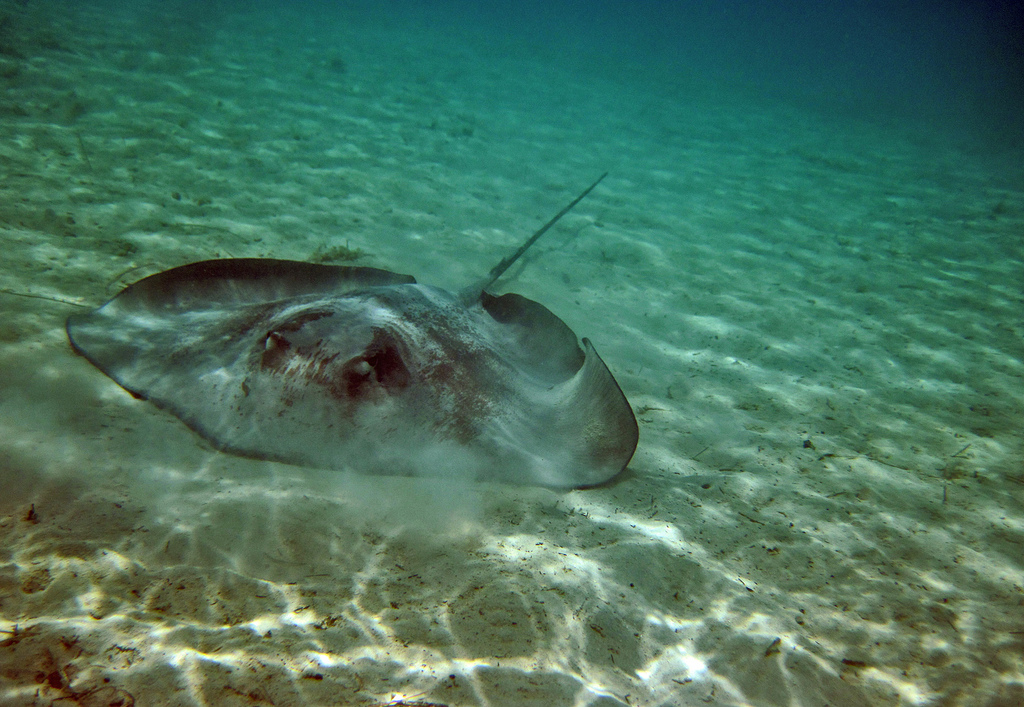
Pateobatis fai frequenta habitats arenosos rasos

A distribuição exata de Pateobatis fai é incerta devido à confusão com H. jenkinsii. Acredita-se que seja comum nas águas tropicais do Indo-Pacífico, provavelmente ocorrendo em toda a periferia do oceano Índico, da África Austral ao norte da Austrália, e a partir de 2014 foi registrada no mar Vermelho. Sua distribuição se estende ao oceano Pacífico, ao norte até as Filipinas, as Ilhas Ryūkyū e Iriomote, e a leste até várias ilhas, incluindo Micronésia, Ilhas Marquesas e Samoa.
Pateobatis fai foi registrada em profundidades de até 200 m, mas é geralmente encontrada desde a zona entremarés até 70 m de profundidade. Esta espécie bentônica prefere planícies arenosas, lagunas e outros habitats de fundo mole, frequentemente próximos a cayos e atóis em recifes de coral. Tende a estar mais próxima da costa durante a estação quente. Estudos genéticos e de telemetria nas ilhas polinésias indicaram que os indivíduos tendem a permanecer em áreas locais, com pouco movimento entre ilhas.

## Biologia e ecologia

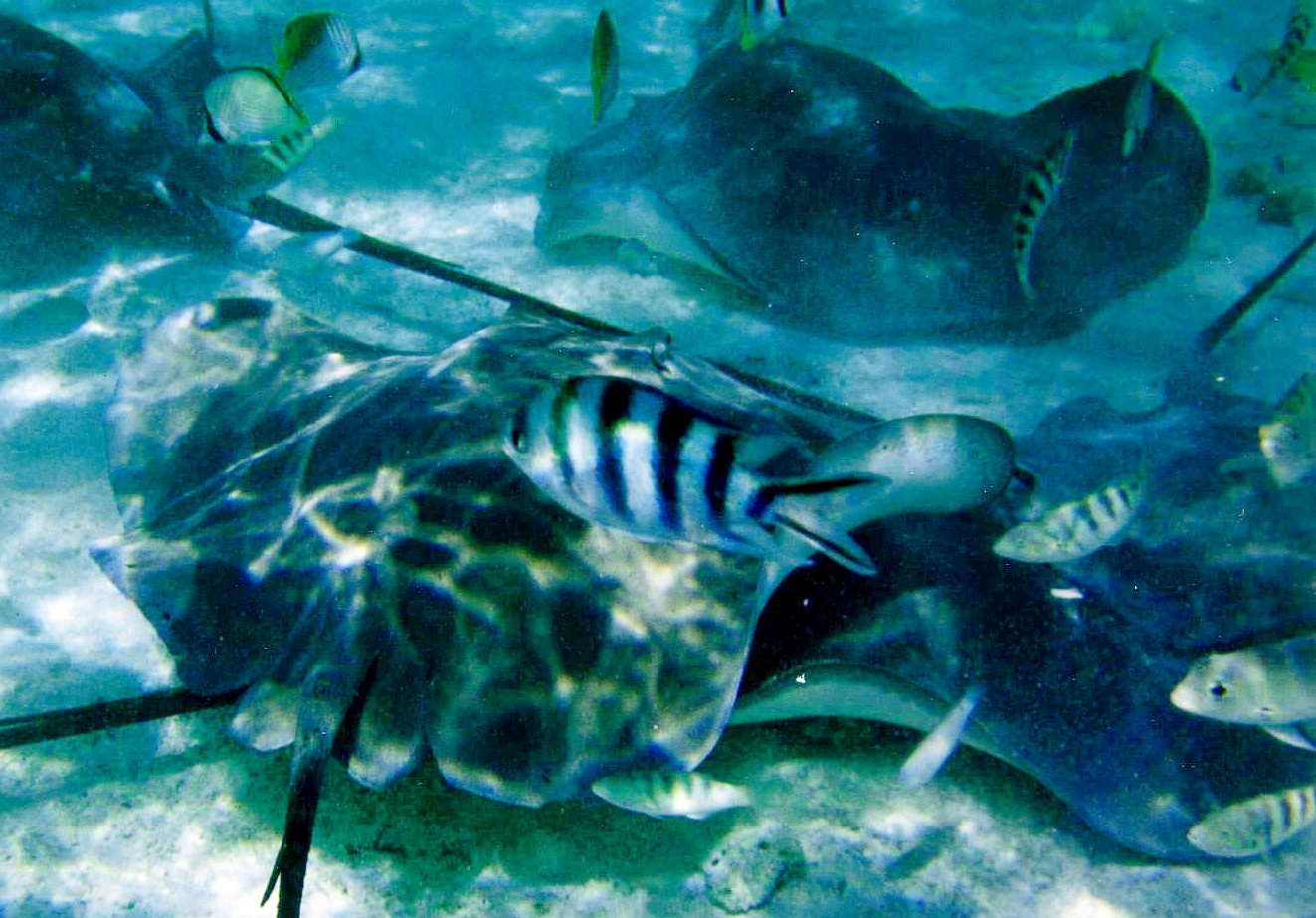
As arraias Pateobatis fai frequentemente formam grupos por razões naturais e artificiais

Pequenos a grandes agrupamentos de Pateobatis fai foram observados em planícies arenosas e recifes de coral na baía Shark, na Grande Barreira de Coral e nas Ilhas Carolinas. Durante o repouso, até dez indivíduos podem se empilhar, às vezes misturando-se com outras espécies. Na costa de Ningaloo, foi observada "cavalgando" em espécies de arraias maiores. Pateobatis fai alimenta-se principalmente de crustáceos decápodes, mas também consome cefalópodes e peixes teleósteos. Na baía Shark, camarões peneídeos são, de longe, o principal tipo de presa para arraias de todos os tamanhos. No atol Rangiroa, na Polinésia Francesa, são conhecidas grandes agregações alimentares noturnas em águas rasas. No entanto, em Moorea, tende a ser um forrageador solitário com uma grande área de vida.
Como outras arraias, Pateobatis fai é ovovivípara, com a mãe fornecendo aos embriões em desenvolvimento nutrientes ricos por meio de histotrofo ("leite uterino") através de estruturas uterinas especializadas. Os recém-nascidos medem 55–60 cm de largura. A baía Shark pode ser uma área de berçário para esta espécie. Machos atingem a maturidade sexual com 1,1–1,2 m de largura, enquanto o tamanho de maturação das fêmeas é desconhecido. Parasitas conhecidos de Pateobatis fai incluem os membros da classe Monogenea Heterocotyle capricornensis, Monocotyle helicophallus, M. spiremae, M. youngi, Merizocotyle australensis, Neoentobdella parvitesticulata, e Trimusculotrema heronensis, a tênia Prochristianella spinulifera, e o isópode Gnathia grandilaris.

## Interações humanas
Embora não seja altamente perigosa para humanos, o espinho venenoso de Pateobatis fai torna seu manejo difícil quando está se debatendo em uma rede de pesca. Geralmente, ela precisa ser jogada ao mar antes que o restante da captura possa ser separado. Na Indonésia e na Malásia, e provavelmente em outras partes de sua distribuição, esta espécie é regularmente capturada como fauna acompanhante em pescarias costeiras usando redes de emalhar, redes de arrasto, redes de cerco e, em menor escala, palangres. Quando retida, a carne, a pele e a cartilagem são utilizadas. A atividade pesqueira no Sudeste Asiático é intensa e amplamente não regulamentada, e esta arraia de grande porte pode ser mais vulnerável à depleção do que suas parentes menores devido à sua taxa reprodutiva mais lenta. A população no mar de Arafura parece ter sido particularmente afetada por uma pescaria indonésia voltada para peixes Rhynchobatus, e pescadores indonésios também estão operando ilegalmente em águas australianas. No norte da Austrália, Pateobatis fai é capturada como fauna acompanhante pela Pesca de Camarão do Norte (NPF), mas os níveis de captura incidental provavelmente caíram significativamente desde que o uso de Dispositivos Excluidores de Tartarugas (TEDs) e Dispositivos de Redução de Captura Incidental (BRDs) se tornou obrigatório em 2000.
Pateobatis fai é valiosa para o ecoturismo em locais como as Maldivas e a Polinésia Francesa, sendo atraída em grande número por visitantes com iscas. O governo das Maldivas tomou medidas para preservar o ecoturismo de arraias, proibindo todas as exportações de produtos de arraias em 1995. Em 2005, o ecoturismo com arraias em Moorea gerou mais de €500.000. No entanto, um estudo de 2008 sobre as arraias de Moorea encontrou um efeito negativo do ecoturismo, na forma de ferimentos por mordidas e impactos, decorrentes da alta densidade artificial de arraias e interações com o tráfego de barcos nos locais de alimentação. A União Internacional para a Conservação da Natureza (IUCN) classificou Pateobatis fai como vulnerável no geral. Embora a espécie tenha uma ampla distribuição que inclui regiões de refúgio com poucas ameaças à conservação, como a população ao largo do norte da Austrália, a população do Sudeste Asiático é intensamente pescada.